# The Loan Shark King
The Loan Shark King è un cortometraggio muto del 1914 diretto da Van Dyke Brooke. Il regista è anche protagonista del film accanto a Norma Talmadge e Antonio Moreno.

## Trama
Trama di Moving Picture World synopsis in (EN)  su IMDb

## Produzione
Il film fu prodotto dalla Vitagraph Company of America.

## Distribuzione
Distribuito dalla General Film Company, il film - un cortometraggio in una bobina - uscì nelle sale cinematografiche statunitensi l'8 ottobre 1914.